# Adrianus Lambertus Brok
Adrianus Lambertus (A.L.) Brok (Drunen, 5 mei 1911 – 1986) was een Nederlands accountant en hoogleraar aan de Rijksuniversiteit Groningen.
Brok rondde de HBS af in 1928. In 1932 behaalde hij zijn MO examen boekhouden, en in 1939 behaalde hij het accountantsdiploma NIVA. Hierna was hij enige jaren actief als accountant onder andere bij de rijksaccountantsdienst in Rotterdam. In 1952 werd hij aangesteld als hoogleraar "Accountancy, inzonderheid inrichtingsleer" aan de Rijksuniversiteit Groningen. In 1966 werd zijn leerstoel omgedoopt tot "Administratieve organisatie". Na 1968 was hij nog enige jaren hoogleraar Fiscale Economie aan de Nederlandse Economische Hogeschool, later Eramus Universiteit te Rotterdam. In 1986 werd hij hier opgevolgd door Leo Stevens.
Begin zestiger jaren ontwikkelde Brok een alternatieve liquidatieverliesrekening in het kader van het wetsvoorstel VPB'60.

## Publicaties
- 1953. Enkele beschouwingen over de toenemende betekenis van de administratieve organisatie bij het streven naar economische doelmatigheid. Openbare les. Groningen : Wolters.
- 1971. Elementair belastingrecht voor economisten. Met Bernardus Schendstok. Deventer : Kluwer.
- 1981. Elementair belastingrecht voor economen. L.G.M. Stevens naar het basismanuscript van B. Schendstok en A.L. Brok. 5e herz. dr. Deventer : Kluwer.

- International Standard Name Identifier: 0000 0000 2363 6985
- Library of Congress Control Number: n81119498
- Nederlandse Thesaurus van Auteursnamen: 067482406
- Virtual International Authority File: 70258557
- WorldCat: E39PCjw9JKFvdcmTbJkfwkDwmd